# St-Epvre (Contrexéville)

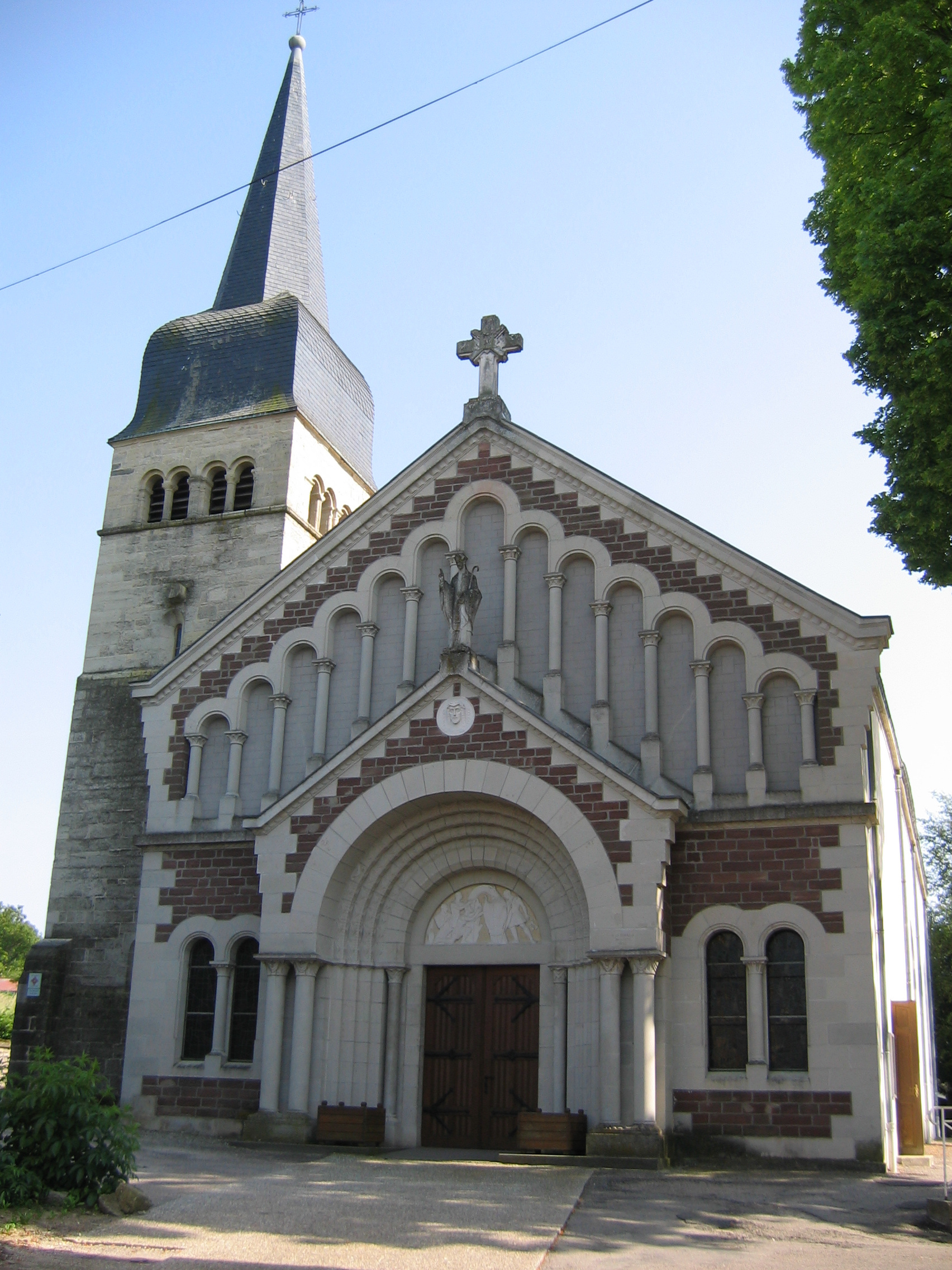
St-Epvre, Blick zur Fassade

Die römisch-katholische Kirche Saint-Epvre (deutsch St. Aper) befindet sich in Contrexéville im Kanton Vittel im Département Vosges in Frankreich. Der frühere Chorturm des Gotteshauses ist eingetragen als Monument historique.

## Geschichte
Ältestes Bauteil der Kirche ist der Chorturm aus dem 12. Jahrhundert, dem ursprünglich im Osten noch eine Rechteckapsis angefügt war. Der vermauerte gotische Bogen zur Apsis ist im Äußeren noch sichtbar. Das romanische Langhaus der Kirche wurde im 16. Jahrhundert durch einen größeren Neubau ersetzt. Dieser wiederum wurde vollständig abgetragen, als die Kirche bis auf den Turm 1774–1777 einem Neubau weichen musste. Hierbei wurde die traditionelle Ostung der Kirche aufgegeben und der neue Chor der Kirche nach Süden ausgerichtet. Der frühere Chorturm steht nun östlich des Nordteils der Kirche. Der kreuzrippengewölbte frühere Chorraum dient als Taufkapelle.